# Bevtoft Sogn
Bevtoft Sogn ist eine dänische Kirchspielgemeinde (dän.: Sogn) in Nordschleswig. Bis 1970 gehörte sie zur Harde Nørre Rangstrup Herred im damaligen Haderslev Amt, danach zur Nørre-Rangstrup Kommune im damaligen Sønderjyllands Amt. Im Zuge der Kommunalreform zum 1. Januar 2007 schloss sich das Kirchspiel jedoch nicht wie der Rest der Norre Rangstrup Kommune der „neuen“ Tønder Kommune, sondern der „neuen“ Haderslev Kommune an, die wie die erstere zur Region Syddanmark gehört.
Die Gemeinde hatte am 1. Januar 2023 1326 Einwohner, davon 730 im gleichnamigen Kirchdorf.